# One Rainy Wish
Singles de The Jimi Hendrix Experience
Foxy Lady
(1967) All Along the Watchtower
(1968)
Pistes de Axis: Bold as Love
She's so Fine
(11) Little Miss Lover
(12)
One Rainy Wish est une chanson du Jimi Hendrix Experience parue fin 1967 au sein de l'album Axis: Bold as Love. 
La chanson apparait également en face B du single américain Up from the Skies en février 1968.
La chanson a été écrite par Jimi Hendrix sur la base d'un rêve qu'il a eu dans lequel « le ciel était rempli de mille étoiles... et onze lunes jouaient à travers les arcs-en-ciel », selon les paroles de la chanson.

## Description
One Rainy Wish est « l'une des nombreuses chansons de Jimi [Hendrix] nées d'un rêve ». Le style de jeu de guitare affiché par Hendrix rappellerait celui des guitaristes de jazz américains Jim Hall et Wes Montgomery, selon son collègue guitariste Mike Stern, qui a déclaré ce qui suit à propos de la chanson :

« Son jeu est tellement lyrique. Il a la même qualité de chant que j'apprécie dans le jeu de Jim Hall ou celui de Wes Montgomery. Mais le truc avec Hendrix, c'est qu'il avait ce son, il pouvait obtenir ce sentiment lyrique avec un son plus gros sur sa Strat qu'avec une guitare jazz ordinaire à corps creux. »

Dans la biographie de Hendrix Jimi Hendrix: Electric Gypsy, la chanson est décrite comme une rupture « avec des harmonies radicales et des concepts rythmiques, notamment le fait que le couplet est en 3/4 temps tandis que le refrain est en 4/4 ». One Rainy Wish est enregistré durant les sessions Axis: Bold as Love, en octobre 1967, aux studios Olympic à Londres avec le producteur Chas Chandler et l'ingénieur Eddie Kramer.

## Réception critique
D'après la réception critique de l'album Axis: Bold as Love, One Rainy Wish est généralement bien appréciée, bien que certaines n'aiment pas la fin. Dans une critique pour la BBC, Chris Jones note qu'elle est une des chansons de l'album comportant les « plus belles paroles » du guitariste, tandis que Cub Koda a décrit la chanson comme une « belle ballade nostalgique ».